# Nobuo Kawakami
Nobuo Kawakami (Saitama, 4 ottobre 1947) è un ex calciatore giapponese, di ruolo difensore.

## Carriera
Ha giocato per diversi anni con la squadra dell'Hitachi FC, l'attuale Kashiwa Reysol. 

## Statistiche

### Presenze e reti nei club
| Stagione | Squadra | Campionato | Campionato | Campionato |
| Stagione | Squadra | Comp       | Pres       | Reti       |
| -------- | ------- | ---------- | ---------- | ---------- |
| 1971     | Hitachi | JSL        | 14         | 0          |
| 1972     | Hitachi | JSL1       | 10         | 0          |
| 1973     | Hitachi | JSL1       | 14         | 1          |
| 1974     | Hitachi | JSL1       | 18         | 0          |
| 1975     | Hitachi | JSL1       | 18         | 0          |
| 1976     | Hitachi | JSL1       | 18         | 1          |
| 1977     | Hitachi | JSL1       | 18         | 3          |
| 1978     | Hitachi | JSL1       | 18         | 2          |
|          | Totale  |            | 128        | 7          |